# Архімандрит Василій (Самарій)
Василій (в миру Володимир Пронін; 8 вересня 1914, Київ — 5 січня 1997, Мукачево) — архимандрит Російської православної церкви, вчений—богослов.

## Життєпис
Архімандрит Василій (у миру Володимир Пронін) народився 8 вересня 1914 року в Києві, походив з російської дворянської родини. Родина Проніних в роки Громадянської війни емігрувала до Румунії, де Володимир закінчив Кишинівську гімназію (1929). Духовну освіту продовжив в Сербської православної семінарії св. Іоанна Богослова в місті Бітоль.
Там молодий семінарист зустрівся з викладачем Іваном зі старовинного українського роду Максимовичів, який згодом став Святителем Шанхайським і Сан-Франциським. Після закінчення семінарії В. Пронін продовжив навчання на богословському факультеті Белградського університету, який закінчив з відзнакою в 1937 році. У 1939 році, у віці 25 років, прийняв чернечий постриг. Посвячення у священний сан здійснив преосвященний Володимир (Любомир Райніч), єпископ Мукачівський і Пряшівський Сербської православної церкви.
Перші роки служіння Господу ієромонах Василь Пронін провів у різних парафіях Мукачівської православної єпархії, а в 1946 році архімандрит був призначений духівником Мукачівського православного жіночого монастиря. Майже 50 років він духовно опікувався сестрами обителі, парафіянами Свято-Микільського храму і десятками тисяч паломників Чернечої гори.
Архімандрит володів 14 мовами, знав латинь, грецьку, вільно розмовляв англійською, німецькою, французькою. У 1958 році за працю «Історія Мукачівської єпархії з найдавніших часів до Першої Світової війни 1914 року» архімандриту Василію присвоєно Московською Духовною Академією вчений ступінь кандидата богослов'я я. Ця наукова праця всебічно відображала духовну історію Підкарпатської Русі.
Інші наукові праці архімандрита Василія: "Чернечий статут", "Обряди Мукачівського монастиря", "Біблія і математика", "Гравітація і відродження", "Лінгвістика Закарпаття". Займався археологією, написав роботу "Палеоліт Чернечої гори". Архімандриту не був чужий і живопис. Його пензлю належить Каргіна "Явлення Ангела на р. Латориці князеві Феодору Корятовичу". Але головне місце в його житті займала молитва. Він склав "Акафіст преподобному Мойсею Угрину", частина святих мощей якого спочивають в монастирі.
Помер опівночі з 4 на 5 січня 1997 року в Мукачівському монастирі. Похований 7 січня 1997 року.